# Aeroporto de Macaúbas
O Aeródromo Robson Luís Vasconcelos Mota, (IATA: SNMC),serve à cidade de Macaúbas e região, no estado da Bahia. O aeroporto está localizado no perímetro urbano da cidade, bem conservado e com uma pista de pouso de 1318 metros, sinalizada. Atualmente encontra-se fechado para tráfego aéreo.

## História
No governo de Getúlio Vargas, foi organizada a Campanha nacional da aviação, CNA, que ficou conhecida como campanha para “Dar Asas a Juventude Brasileira” ou “Dêem Asas ao Brasil”. Influenciados por essa campanha,foram criados os campos de pouso e inseriu Macaúbas no mundo da aviação. 
Em 1948, fundação do Aero-Clube Asa Branca de Macaúbas. 
O campo de pouso Asa Branca foi inaugurado em 08 de agosto de 1948. Neste dia, aterrissaram 07 aviões. Após inauguração, foi criada a linha aérea para Salvador com duas viagens semanais. 
Em 1949, criação do Aero-Clube de Macaúbas com o objetivo de construir um campo de aviação, desenvolver um centro cultural, recreativo e esportivo. 
É inaugurado o segundo campo de pouso de Macaúbas, em 05 de julho de 1950, Cruzeiro do Sul, pela prefeitura municipal de Macaúbas no governo do Sr. Manoel Messias de Figueiredo. 

## Acidentes e incidentes
- 23 de março de 1996, Um avião monomotor Embraer EMB-720, registro PT-VMO, chocou-se com fios de alta tensão no trevo de acesso a Macaúbas, matando o piloto e co-piloto. Hoje o nome Aeródromo Robson Luís Vasconcelos Mota, é em homenagem ao piloto.